# Амхарци
Амхарци или Амхара је назив за семитску етничку групу у Етиопији.
Амхараца данас има 23 милиона у Етиопији, што чини 26,89% етиопске популације те исто тако велики број емиграната у Египту, Израелу и Шведској. После Орома најбројнији су етиопски народ.
Њихова прадомовина је у брдима централне Етиопије, где се углавном баве пољопривредом.
Културно су јако блиски Јеврејима, те легенде говоре како су настали од потомства краља Соломона и краљице од Сабе. Захваљујући томе се код њих обрезују мушка деца, иако су по вери углавном хриршћани: око 85% су припадници Етиопске оријентално-православне тевахедо цркве. У новије време неки Амхарци прелазе у ислам тако да је данас око 15% овог народа муслиманске вјероисповести.
Амхари су доминирали политичким животом Етиопије, тако да је етиопски цар Хајле Селасије био њихов припадник. Амхарски језик представља један од радних језика данашње Етиопије.